# Coprophanaeus corythus
Coprophanaeus corythus är en skalbaggsart som beskrevs av Edgar von Harold 1863. Coprophanaeus corythus ingår i släktet Coprophanaeus och familjen bladhorningar. Inga underarter finns listade i Catalogue of Life.